# Pústula

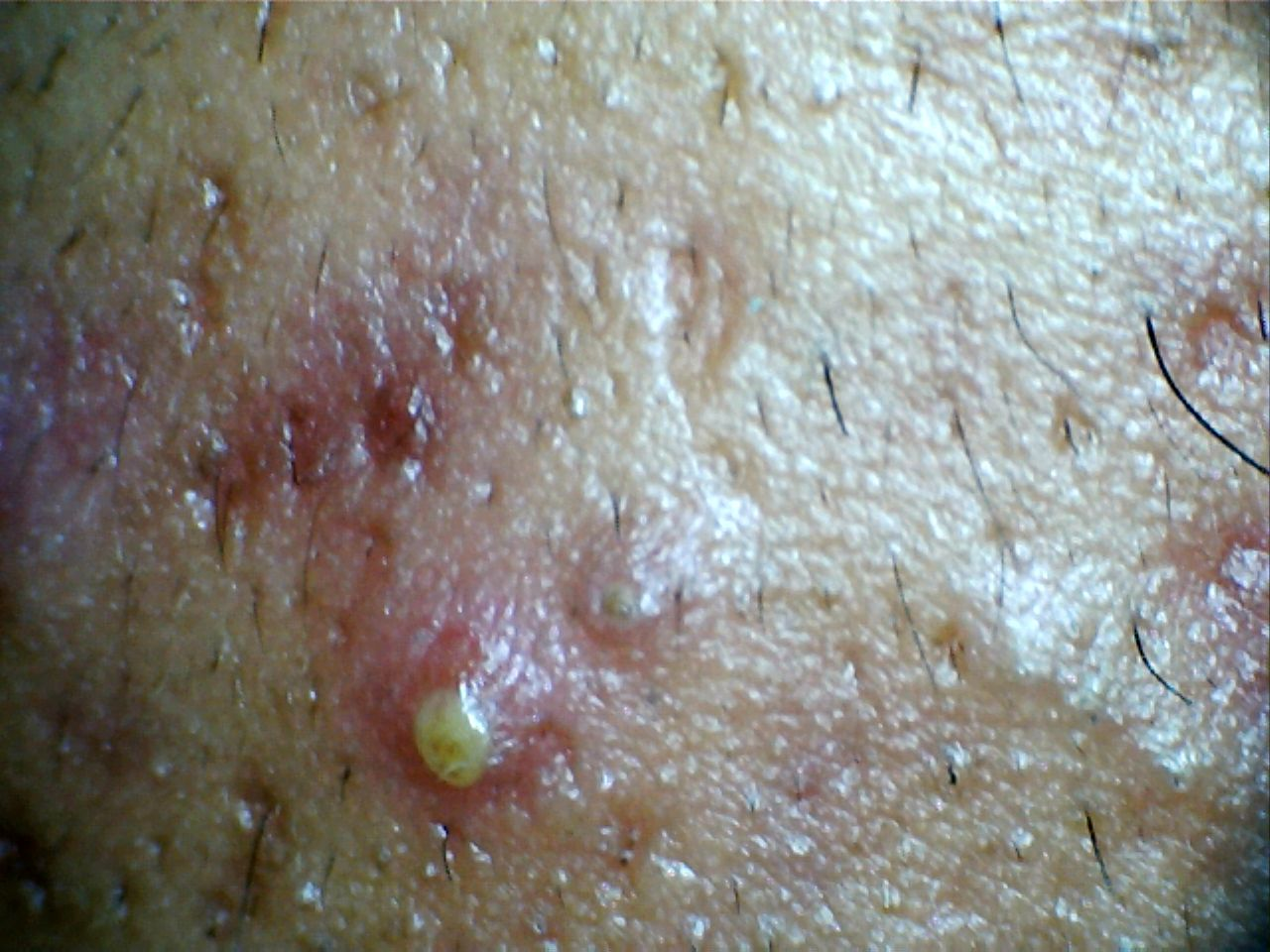
Pústula esbranquiçada em humano.

Pústula é uma pequena elevação da epiderme, a camada mais externa da pele, contendo fluido turvo ou purulento (com pus). Geralmente, consiste de células de defesa (leucócitos) típicos de processos inflamatórios, como neutrófilos, linfócitos e macrófagos, e agentes invasores mortos (por apoptose induzida por linfócitos) ou inativos (por opsonização). Pode ser branca ou vermelha.
Pode aparecer em qualquer parte do corpo, mas é mais comum nas costas, rosto, pescoço e peitoral. Quando muito grande, pode requerer a drenagem do pus e uma pomada para se evitar cicatriz.
Costuma ser um sinal de infecção bacteriana.